# Десёнка
Десёнка (укр. Десенка) или Черторой (укр. Чорторий) — протока Днепра в Киевской области и Киеве, берущая своё начало возле устья Десны, омывающая Труханов остров с востока и Долобецкий остров с запада и впадающая в Венецианскую протоку. Берега Десёнки являются популярной зоной отдыха киевлян.

## Характеристика
Десёнка берёт начало от устья реки Десны, от которой отделена искусственной дамбой. Протяжённость — 13 км, площадь бассейна 68 км², ширина долины протоки достигает 1 км, наибольшая ширина русла — 100 м, средняя глубина от 9 до 11 метров, наибольшая — 20 м. В пойме протоки большое количество озёр общей площадью 1,5 км², встречаются и болота. В северной части Десёнки находится залив Доманя.

## История
Исторически Десёнка являлась левым рукавом Десны, который ответвлялся от её основного русла и впадал в Днепр значительно ниже по течению, позволяя плывущим мимо Киева судам «почти незаметно» его обогнуть. Восточнее Десёнки находился ещё один рукав Десны — Радунь (Радунка, Радосынь), который сегодня сохранился лишь в виде Радужного озера. На обеих протоках в районе современных Троещины и Выгуровщины находились резиденции киевских князей — Городок Песочный и Радосынь, которые, в том числе, контролировали речные проходы мимо главного русла Днепра.
Ещё одно название Десёнки — Черторой. Первое упоминание этого названия относится к 1147 году. Ироничное название «прорытой чёртом» протоки может быть связано с сильным и небезопасным течением в ней в прошлом. В 1103 году в Черторое состоялся Долобский съезд русских князей. Долобское озеро, упоминаемое в летописях, располагалось на Трухановом острове, который был в то время более крупным. Сегодня протока проходит именно по бывшему озеру, отделяя от Труханова острова Долобецкий остров. Из-за этого ещё одно историческое название Чертороя в этом месте — Долбичка (укр. Довбичка).
Возможно, московская река Черторый названа в результате переноса южнорусского гидронима. Это являлось распространённым явлением в эпоху славянской миграции в Северо-Восточную Русь.
Во время паводков Днепр и Черторой нередко соединялись между собой, особенно в районе тонкого перешейка Труханова острова. В 1780 году перешеек был разрыт умышленно (канал Пробитец) и Черторой оказался связан с Днепром. Это было сделано для того, чтобы перекинуть лишние воды Днепра в Черторой и уберечь от наводнений Подол. В последующий период Чертороем стали называть только ту часть, которая находилась ниже Пробитца, а за верхней частью протоки сохранилось название Десёнка. Однако со временем приоритеты изменились и для прохода крупных судов потребовалось увеличить полноводность Днепра. В 1851 году Пробитец был вновь засыпан и впоследствии снова возник перешеек Труханова острова, а названия Десёнка и Черторой вновь стали синонимичными.
В 1884 году, чтобы уберечь Труханов остров от размыва, вход в Дёсенку из Десны был сужен до 42 м, а в 1913—1914 годах сообщение между ними засыпали грунтом и ограничили двумя трубами. Скорость течения Дёсенки значительно уменьшилась.
С 1972 года часть акватории Десёнки вошла в состав парка «Муромец».
В канун заполнения Каневского водохранилища в 1970-х годах уровень воды начал подниматься, возник риск размытия запруды у входа в Десёнку и перехода в неё основных вод Десны, что изменло бы всю гидрографию вдоль Киева. В связи с этим Десёнка была полностью отделена от Десны, что позволило сохранить прежнее течение последней.

## Мосты
Через Десёнку ведут следующие мосты:
- Дамба в месте впадания Десны в Десёнку
- Северный мост
- Петровский железнодорожный мост
- Подольский мостовой переход

## Галерея

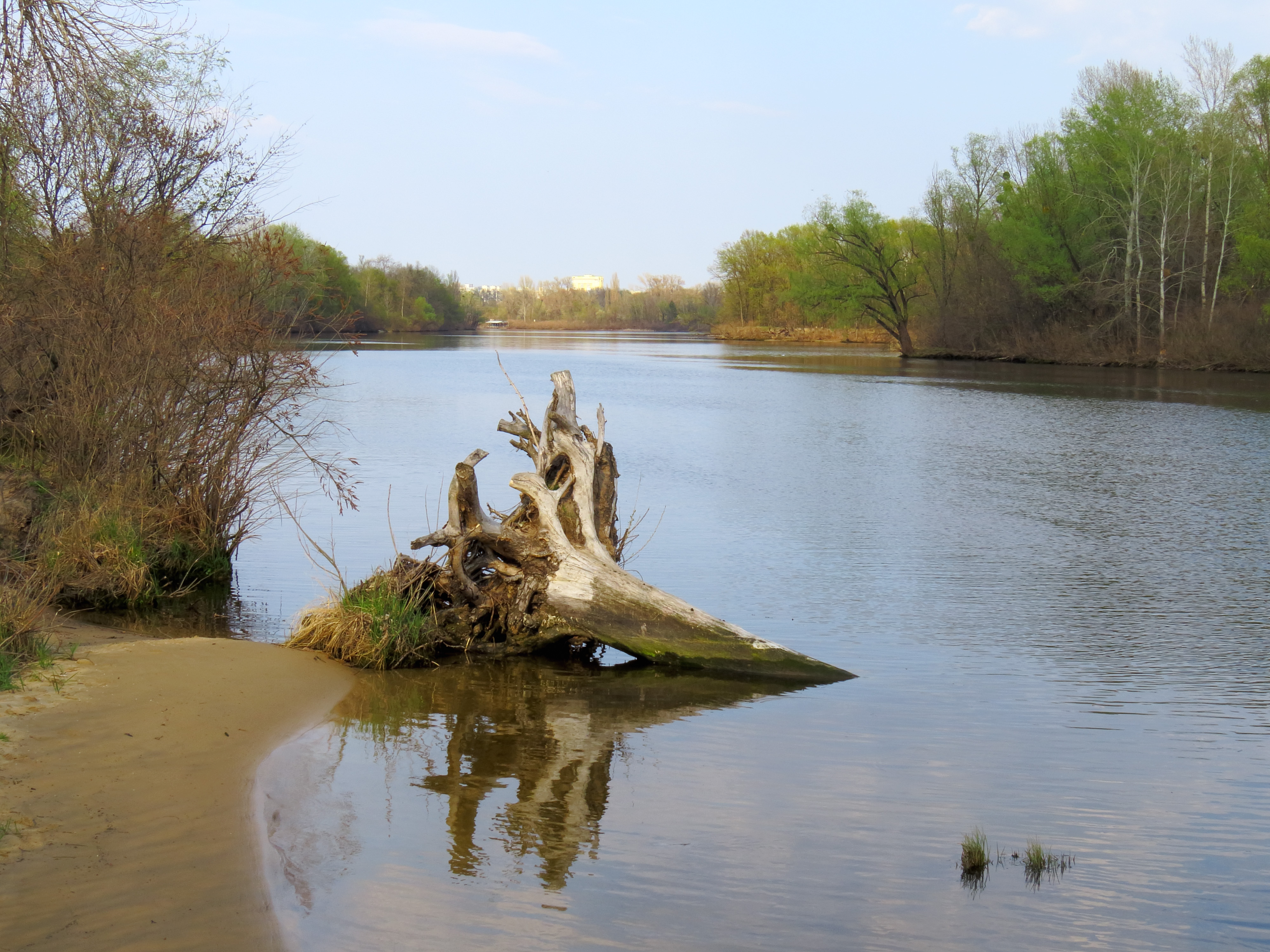
Десёнка около острова Муромец
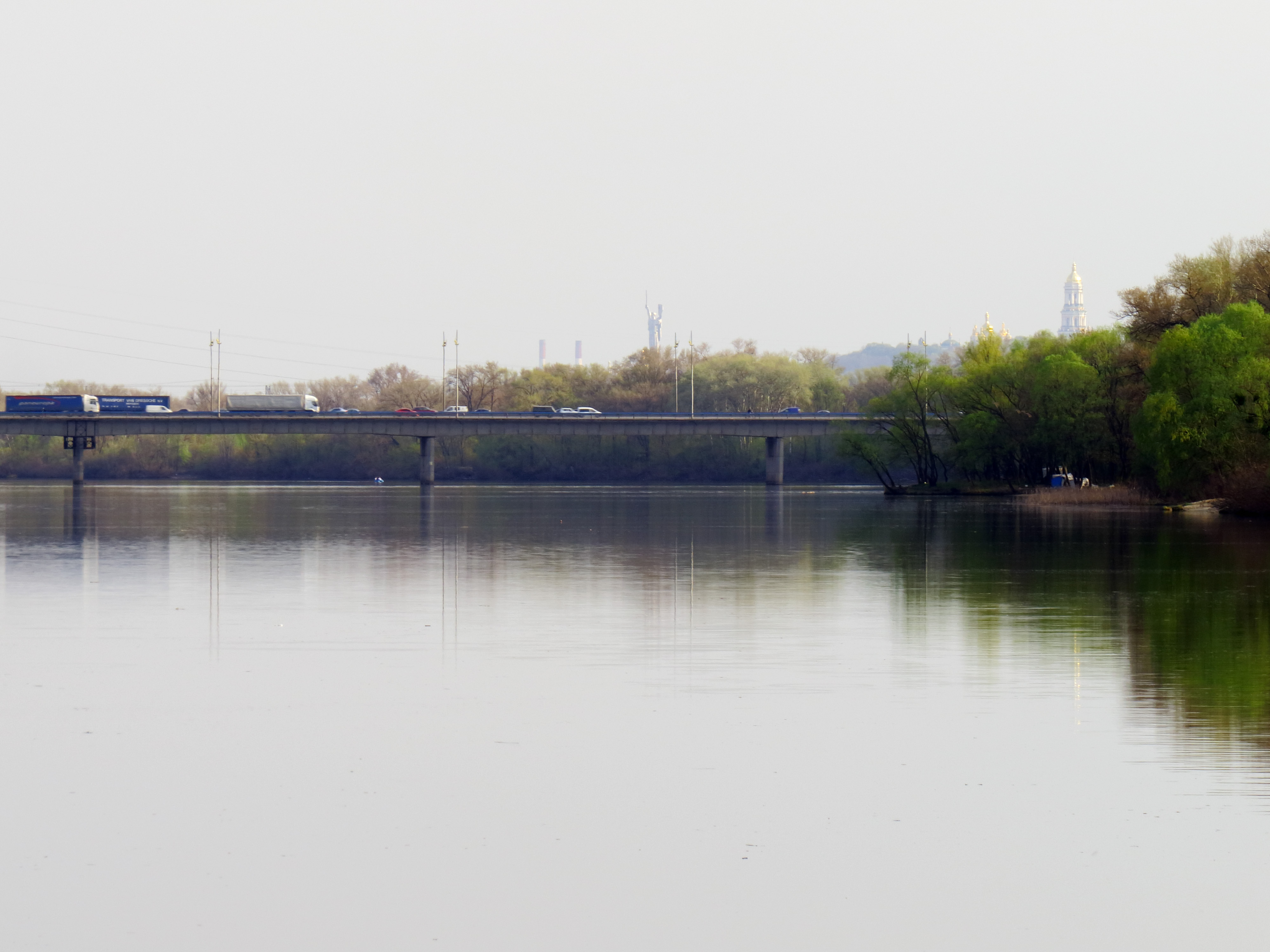
Северный мост
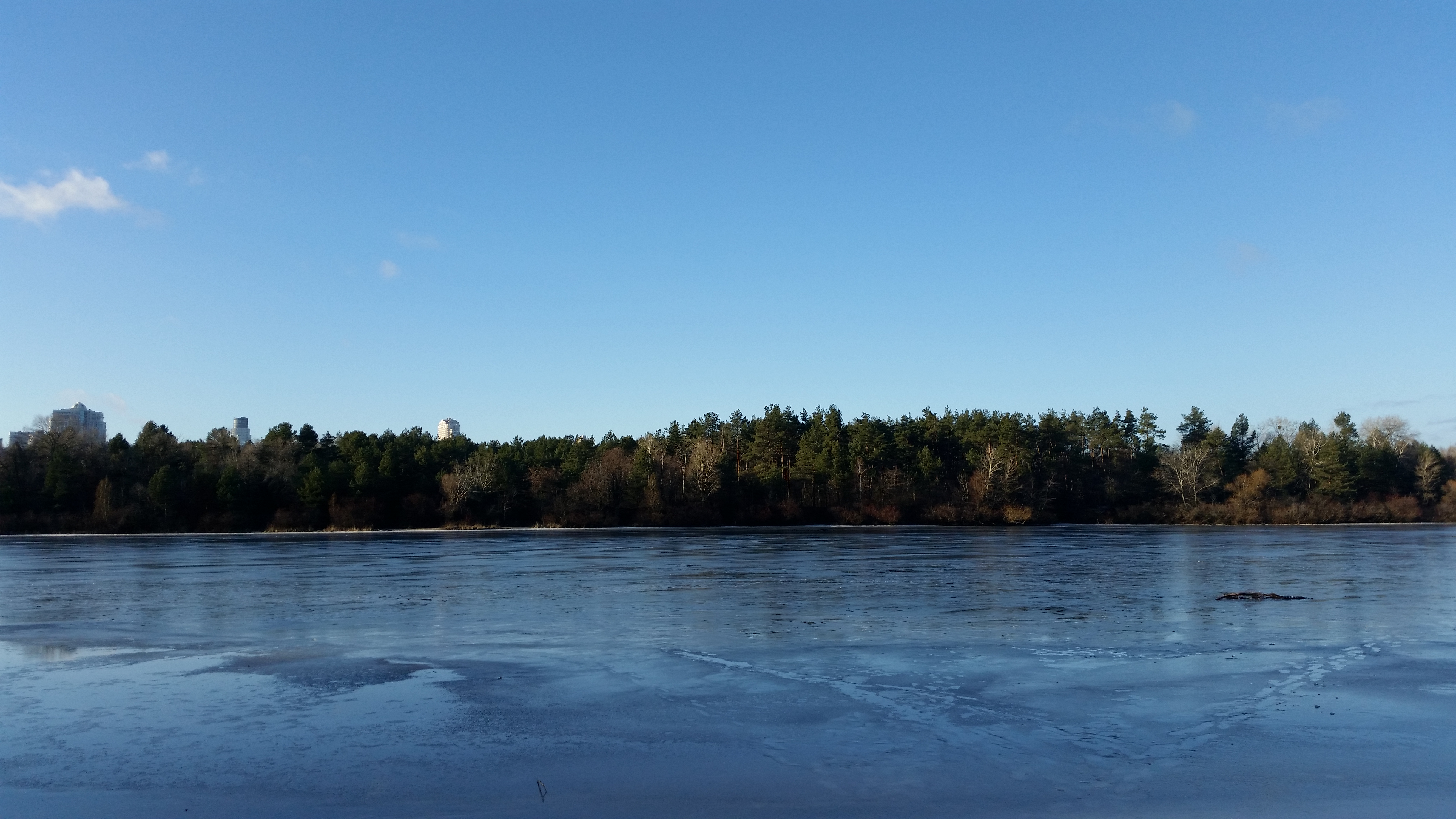
Вид на Труханов остров